# Bnat Lalla Mennana
Bnat Lalla Mennana, parfois orthographiée Bnat Lalla Mnanna (arabe : بنات لالة منانة), soit « Les filles de Lalla Mennana » en français, est une série télévisée marocaine de Nora Skalli et Samia Akariou diffusée depuis 2012, durant la période du ramadan, sur la chaîne de télévision marocaine 2M. Elle comporte deux saisons.
Adaptation de la pièce de théâtre homonyme, elle est réalisée par Yassine Fennane et met en scène dans les rôles principaux Nora Skalli, Samia Akariou, Nadia El Alami, Farah ElFassi, Saâdia Ladib et Hind Esâadidi.

## Univers de la série

### Synopsis
Elle raconte l'histoire de quatre sœurs, vivant dans un village du nord du Maroc, cloîtrées à leur domicile par leur mère qui, après le décès du père, prend la responsabilité du ménage.
Au cœur de la ville de Chefchaouen, au nord du Maroc, il y a un joli village peint de bleu et blanc où vit une famille endeuillée d’un père. Dans cette grande maison aux airs traditionnels, habitent une femme et ses quatre filles. La mort vient bouleverser leur quotidien, c'est ce qui explique la décision de Lala Manana de retenir ses enfants chez elle en leur interdisant de sortir. Un stop à la liberté et une force de caractère qui entraînera des histoires plus enivrantes les une que les autres… Entre envie de liberté, amour, passion, tristesse et esprit de famille, c'est à travers une série de 30 épisodes, dont le scénario est écrit par Nora Skalli, que les actrices Nadia El Alami, Saâdia Azegoun, Samia Akariou, Hind Essaâdi, Naïma Elmcherki et Yassine Ahjame vont nous faire voyager dans l'univers marocain et sa beauté.

### Personnages
La mèreLalla  Menana: C'est une femme à la fois autoritaire, froide, statique et mystérieuse. Cette femme incarne le personnage central de l’intrigue où autour d’elle gravite le quotidien et les états d’âmes de ses 4 filles. Disparue un petit temps des écrans son retour affirme pleinement son talent.  Lalla  Menana s’habille souvent en noir, et incarne la mère à la fois autoritaire et traditionnelle qui couve ses filles jusqu’à brider toute forme de liberté, bien qu’il en émane toutefois un amour profond et inconditionnel pour sa famille.
Quatre filles qui peignent différents caractères, allant de la froideur de la sœur aînée à la spontanéité et l’insouciance de la cadette. De même, si les caractères varient d’une fille à l’autre, leurs tenues traditionnelles marocaines sont aussi un baromètre de leur personnalité. Du rose pour la plus sensible et passionnée, du bleu pour l’aînée qui est froide de caractère et protectrice, du vert pour l'instable et la plus fragile... Un jeu de couleur qui donne du charme à la série et où les anciens modèles de caftans sont remis au goût du jour.
Chama jouée par Samia AkariouChama est la benjamine de la famille. Elle est de tempérament rêveuse et douce. Elle tombe amoureuse de Imad ce qui la mènera à tomber enceinte de manière illégitime. Entre-temps la famille organise le mariage de Imad avec l'aînée de la famille Maria ignorant tout de la relation établie avec Chama. Plus tard la famille mise au courant, le mariage est annulé et la mariée est remplacée par Chama afin de préserver l'image de la famille.
Bahia jouée par Nora SkalliSeconde fille de Lalla Mennana . Bahia est le portrait craché de sa mère froide, stricte et dure. Elle est très protectrice avec ses sœurs et met tout en œuvre pour les préserver du monde extérieur. Malgré son fort caractère, c'est une femme bien sensible qui tombe sous le charme de Kamal un officier de police avec lequel elle se mariera à la fin de la 1re saison.
Rhimo  jouée par Saadia LadibAvant dernière de la fratrie, elle est la plus douce de ses sœurs. Elle est très proche de Bahia. Elle tombe amoureuse de Madani un fonctionnaire de l'état déjà marié. Cet amour la mènera à séjourner en prison pour des raisons légales. Après sa sortie de prison lors de la saison 2, elle se marie avec un riche bijoutier Moukhtar de plusieurs décennies son aîné pour des raisons purement vénales.
Lalla Mennana interprétée par Saadia Asgoun Froide, stricte et autoritaire, Lalla Mennana est la mère des héroïnes. Cette mère de famille est très stricte et met tout en œuvre pour préserver l'honneur et l'image de ses filles. L'image que reflète Lalla Menanna est celle d'une femme forte qui représente plusieurs mère veuves marocaines devant faire face à une société sans pitié pour défendre leurs intérêts.
Saadia jouée par Hind Saadidi Saadia est la domestique qui travaille chez Lalla Mennana même si elle était pour elle - ainsi que pour ses filles - plus que cela, elle est leur sœur de cœur et fait quasiment partie de la famille. Elle est la confidente de Lalla Mennana.
Maria interprétée par Nadia el Alami l'aînée des sœurs, Maria est en réalité la demi-sœur des 4 héroïnes. Elle se sent souvent mise à l'écart par celles-ci car elle est très naïve et étant élevée par un père espagnol elle ne partage pas la même vision du monde tel que ses 4 sœurs. À la fin de la saison 1, elle rejoint son père en Espagne.

## Distribution
- Saâdia Azgoun : Lalla Mennana, la mère
- Samia Akariou : Chama
- Nora Skalli : Bahia
- Saâdia Ladib : Rhimou
- Nadia El Alami : Maria
- Hind Saâdidi : Saadia, la servante
- Meryem Zaïmi : Jamila
- Yassine Ahajjam : Imad
- Hasna Tamtaoui : Aïcha Lkorchia
- Adil Abatourab : Madani
- Driss Roukhe : Kamal

## Saison 1
Au cœur de la ville de Chefchaouen, au nord du Maroc, il y a un joli village peint de bleu et blanc où vit une famille endeuillée d’un père. Dans cette grande maison aux airs traditionnels, habitent une femme et ses quatre filles. La mort vient bouleverser leur quotidien, c'est ce qui explique la décision de Lala Manana de retenir ses enfants chez elle en leur interdisant de sortir. Un stop à la liberté et une force de caractère qui entraînera des histoires plus enivrantes les une que les autres… Entre envie de liberté, amour, passion, tristesse et esprit de famille, c'est à travers une série de 30 épisodes, dont le scénario est écrit par Nora Skalli, que les actrices Nadia El Alami, Saâdia Azegoun, Samia Akariou, Hind Essaâdi, Naïma Elmcherki et Yassine Ahjame vont nous faire voyager dans l'univers marocain et sa beauté.

## Saison 2
Cinq ans se sont écoulés. Lalla Mennana et ses filles Bahia, Rhimou, Chama et Saadia ont subi de grands changements dans leurs vies. Après le décès de Maria, son époux Hamid débarque avec des papiers falsifiés et réclame son droit de prendre possession de la maison familiale. Chama, divorcée d'Imad, ne peut subvenir ni à ses besoins ni à ceux de sa fille. Jamila, une voisine, profite de sa détresse et l'embarque dans le monde de la drogue... Bahia, quant à elle, mène une vie tranquille auprès de Kamal, elle s'est résignée et a accepté le fait de ne pouvoir tomber enceinte. Cependant, la stabilité de ce couple est menacée et risque de s'effondrer à cause du passé mystérieux de Kamal. À cause des problèmes financiers dont souffre la famille, Rhimou décide d'accepter un mariage de raison. Elle épouse Haj Mokhtar, un riche bijoutier...

## Audience
La série est considérée comme étant l'une des meilleures séries au Maroc, et a connu un grand succès durant les 2 saisons. Beaucoup de personnes ont été déçues et ont boycotté la chaîne 2M lorsqu'elle a annoncé qu'il n'y aurait pas de saison 3, qui était très attendue. 
La  série réalise près de 62 % de l'audience pendant la saison 1 et 58 % pendant la saison 2.

### Sources
- Hugues Roy, « Chronique d'un succès annoncé », L'Officiel Maroc, n°25, Juillet-août 2012, pages 85-86
- « Entretien avec Yassine Fennane, réalisateur de la série «Bnat Lalla Menanna» », 8 août 2012.
- « Chefchaouen - Joli coup de pub avec Bnat Lalla Mennana », 24 août 2012.